# 2018 год в телевидении
Список «2018 год в телевидении» описывает события в мире телевидения, произошедшие в 2018 году.

## События

### Январь
- 1 января
  - Запуск телекомпанией «НТВ» нового российского телеканала «НТВ-Хит»[1].
  - Прекращение вещания башкиро-татарского музыкального телеканала «Курай-ТВ» в стандарте высокой чёткости (HD)[2].
  - Прекращение вещания и закрытие «Девятого канала» в Рязани[3].
  - Смена логотипа и графического оформления российского телеканала «Телекафе»[4].
  - Прекращение вещания и закрытие киргизского развлекательного телеканала «ТНТ Азия»[5].
- 15 января — Переход российских православных телеканалов «Союз» и «МузСоюз» на формат вещания 16:9[6].
- 17 января — Переход российского регионального телеканала Свердловской области «ОТВ» на формат вещания 16:9 и начало его вещания в стандарте высокой чёткости (HD)[7].
- 18 января — Создание «Украинской телевизионной ассоциации», в которую вошли украинские нишевые телеканалы «112 Украина», «Прямой», «Солнце», «XSPORT», «Эспрессо TV», «NewsOne», «EU Music» и «ATR»[8].
- 19 января — Смена графического оформления телеканала «РБК»
- 20 января — Прекращение вещания телеканалов «Slow» и «Noise»[9].
- 22 января — Смена логотипа российского православного телеканала «Спас»[10].

### Февраль
- 1 февраля
  - Запуск компанией «Ред Медиа» спортивного телеканала «M-1 Global»[11].
  - Переход белорусского телеканала «Минск ТВ» на вещание в стандарте высокой чёткости (HD)[12].
  - Переход российского государственного телеканала «Россия К» на формат вещания 16:9[13].
  - Переход российского регионального телеканала «Санкт-Петербург» на формат вещания 16:9[14].
- 8 февраля — Ребрендинг российского телеканала «Game Show» в «E TV»[15].
- 25 февраля — Запуск первого всероссийского студенческого телеканала «Первый студенческий»[16].

### Март
- 1 марта
  - Запуск в Великобритании нового музыкального телеканала «MTV OMG»[17].
  - Ребрендинг российского развлекательного телеканала «Тонус ТВ» в «Здоровье»[18].
- 6 марта — Запуск в России компанией «Motorsport Network» нового спортивного телеканала «Моторспорт ТВ», доступного в стандарте высокой чёткости (HD)[19].
- 13 марта — Запуск нового российского регионального кабельного исламского телеканала «Хузур ТВ»[20].
- 30 марта — Переход телеканалов входящих в состав «Белтелерадиокомпании» на формат вещания 16:9 и начало их вещания в стандарте высокой чёткости (HD)[21].

### Апрель
- 2 апреля — Запуск международной версии российского «Пятого канала»[22].
- 18 апреля — Смена логотипа и графического оформления российского развлекательного канала «ТНТ»[23].
- 20 апреля — Переход российского регионального телеканала Якутии «Алмазный край» на вещание в стандарте высокой чёткости (HD)[24].
- 25 апреля — Запуск нового российского спортивного телеканала «ProГонки» посвящённого авто и мотоспорту[25].
- 26 апреля — Запуск нового российского молодёжного телеканала «ГО»[26].
- 28 апреля — Переход регионального телеканала Липецкой области «Липецкое время» на вещание в стандарте высокой чёткости (HD)[27].

### Май
- 1 мая — Переход российского регионального телеканала «Новгородское областное телевидение» на формат вещания 16:9[28].
- 14 мая
  - Смена логотипа и графического оформления российского телеканала «Загородный»[29].
  - Переход российского регионального телеканала «Дон 24» на формат вещания 16:9 и начало его вещания в стандарте высокой чёткости (HD)[30].
  - Общероссийский телеканал с российскими сериалами "Телеклуб" завершил своё вещание. "Детский Мир" же, который делил вечернее и ночное эфирное время с "Телеклубом", перешёл на круглосуточное вещание.
- 17 мая — Начало вещания российского телеканала «Наша Сибирь 4K» в формате сверхвысокой чёткости (4К)[31].
- 26 мая — Переход российского регионального телеканала Курганской области «ШАДР-Инфо» на вещание в стандарте высокой чёткости (HD)[32].
- 30 мая — Начало вещания нового российского круглосуточного телеканала «Sochi Live», вещающего в стандарте высокой чёткости (HD)[33].

### Июнь
- 1 июня
  - Переход российского федерального телеканала «Пятый канал» на формат вещания 16:9[34].
  - Прекращение вещания и закрытие брянского телеканала «Инфо-ТВ»[35].
  - Ребрендинг российского познавательно-развлекательного телеканала «ZooTV» в «Зоо ТВ»[36].
  - Ребрендинг российского регионального телеканала Нижегородской области «ННТВ»[37].
  - Запуск холдингом ВГТРК нового круглосуточного телеканала «Восток 24», освещающего Дальневосточный федеральный округ[38].
- 4 июня — Переход российского музыкального телеканала «ТНТ MUSIC» на формат вещания 16:9[39].
- 12 июня — Запуск холдингом «Газпром-медиа» на время проведения Чемпионата мира по футболу 2018 телеканала «Матч! Ультра», вещающего в формате сверхвысокой чёткости (4К)[40].
- 14 июня — Запуск «Первым каналом» на время проведения Чемпионата мира по футболу 2018 телеканала «Первый канал 4К», вещающего в формате сверхвысокой чёткости (4К)[41].
- 15 июня — Запуск международной версии российского телеканала «360»[42].

### Июль
- 6 июля
  - Запуск холдингом «СТС Медиа» нового детского телеканала «СТС Kids»[43].
  - Переход регионального телеканала Краснодарского края «Maks24» на вещание в стандарте высокой чёткости (HD)[44].
- 15 июля — Смена логотипа и графического оформления украинского телеканала «Новый канал», и переход его на формат вещания 16:9[45].
- 20 июля — Запуск в России спортивного телеканала «Eurosport 4K», вещающего в формате сверхвысокой чёткости (4К)[46].
- 28 июля — Ребрендинг телеканала «Наш Футбол» в «Матч! Премьер» и начало его вещания на частоте телеканала «Наш Футбол»[47].

### Август
- 1 августа
  - Переход украинского развлекательного телеканала «Солнце» на формат вещания 16:9[48].
  - Смена логотипа киносериального телеканала «Bollywood HD»[49].
  - Отключение аналогового эфирного вещания на Украине (Киев и Кировоградская область) в связи с полным переходом на цифровое эфирное вещание стандарта DVB-T2[50].
- 6 августа — Запуск в России трёх украинских киносериальных телеканалов «Star Cinema», «Star Family» и «BOLT», вещающих в стандарте высокой чёткости (HD)[51].
- 7 августа — Ребрендинг российского межгосударственного телеканала «Мир HD» в «Мир Premium»[52].
- 10 августа — Ребрендинг балтийского спортивного телеканала «Viasat Sport Baltic» в «TVPlay Sports»[53].
- 16 августа — Начало тестового вещания нового российского спортивного телеканала «Сила ТВ», вещающего в стандарте высокой чёткости (HD)[54].
- 18 августа — Смена логотипа и графического оформления российского телеканала «Че»[55].
- 30 августа — На Украине в Хмельницком запущен коммунальное-государственные телеканал «МТРК Город».

### Сентябрь
- 1 сентября
  - Полное отключение аналогового эфирного вещания на Украине в связи с полным переходом на цифровое эфирное вещание стандарта DVB-T2.
  - Прекращение вещания молодёжного телеканал Го через 6 месяцев.
  - Смена логотипа и графического оформления французского телеканала «Gulli Girl»[56].
  - Запуск в Узбекистане нового круглосуточного телеканала «LUX.TV», вещающего в формате сверхвысокой чёткости (4К)[57].
  - Переход узбекского киносериального телеканала «Kinoteatr» на вещание в стандарте высокой чёткости (HD)[58].
  - Ребрендинг российского познавательного телеканала «HD Life» в «HDL»[59].
  - Смена логотипа и графического оформления российского телеканала «Кухня ТВ» и начало его вещания в стандарте высокой чёткости (HD)[60].
- 3 сентября — Смена логотипа и графического оформления российского телеканала «Ю»[61].
- 5 сентября — Переход телеканалов «Иллюзион+», «Еврокино», «Zоопарк» и «Драйв», входящих в состав группы «Контент Юнион», на формат вещания 16:9[62].
- 8 сентября — Смена логотипа и графического оформления российского музыкального телеканала «Муз-ТВ»[63].
- 10 сентября — Смена логотипа и графического оформления российского развлекательного телеканала "ВКИК"[64]
- 17 сентября — Переход регионального телеканала Республики Бурятия «Тивиком» на вещание в стандарте высокой чёткости (HD)[65].
- 20 сентября — Переход российского познавательного телеканала «Усадьба ТВ» на формат вещания 16:9[66].

### Октябрь
- 1 октября
  - Переход российского познавательного телеканала «Домашние животные» на формат вещания 16:9[66].
  - Ребрендинг российского исторического телеканала «365 дней ТВ», и начало его вещания в стандарте высокой чёткости (HD)[67].
  - Смена логотипа и графического оформления российского познавательного телеканала «Телепутешествия»[68].
  - Начало тестового вещания белорусского телеканала «ОНТ» в стандарте высокой чёткости (HD)[69].
- 2 октября — Переход центрального телевидения Китая («CCTV») на вещание в формате сверхвысокой чёткости (4К)[70].
- 3 октября — Церемония вручения телевизионной премии «ТЭФИ—2018»[71].
- 10 октября — Возобновление вещания и ребрендинг украинского телеканала «ТВі»[72].
- 15 октября — Запуск в Польше киберспортивного телеканала «Polsat Games»[73].
- 17 октября
  - Переход российского регионального телеканала Приморского края «ОТВ-Приморье» на вещание в стандарте высокой чёткости (HD)[74].
  - Переход российского музыкального телеканала «Муз-ТВ» на формат вещания 16:9[75].
  - Переход российских развлекательных телеканалов «Пятница!» и «ТВ-3» входящих в состав медиахолдинга «Газпром-медиа» на формат вещания 16:9[76].
  - Переход регионального телеканала Свердловской области «4 канал» на формат вещания 16:9[77].
  - Смена логотипа телеканала "78"
- 19 октября — Переход региональных телеканалов Республики Башкоркостан «АРИС» и «АРИС 24» на вещание в стандарте высокой чёткости (HD)[78].
- 21 октября — Запуск в Сербии первого спортивного телеканала «SK 4K» вещающего в формате сверхвысокой чёткости (4К)[79].
- 31 октября
  - Ребрендинг российского фильмового телеканала «Кинопоказ HD-1» в «Шокирующее»[80].
  - Ребрендинг международного музыкального телеканала «C Music TV» в «Stingray CMusic»[81].

### Ноябрь
- 1 ноября
  - Переход международного спутникового телеканала Белоруссии «Беларусь 24» на вещание в стандарте высокой чёткости (HD)[82].
  - Начало вещания белорусского телеканала «ОНТ» в стандарте высокой чёткости (HD), тестовое вещание которого велось с октября 2018 года[83].
  - Ребрендинг российского музыкального телеканала «Ля-Минор» и его переход на формат вещания 16:9[84].
  - Ребрендинг белорусского общенационального телеканала «СТВ»[85].
- 3 ноября — Запуск нового российского фильмового телеканала «Романтичное»[80].
- 4 ноября — Переход белорусского телеканала «РТР-Беларусь» на вещание в стандарте высокой чёткости (HD)[86].
- 7 ноября — Начало тестового вещания нового украинского информационного телеканала «НАШ»[87].
- 9 ноября — Ребрендинг российского телеканала о рыбалке «Охота и рыбалка» и его переход на формат вещания 16:9[88].
- 12 ноября — Запуск первого детского телеканала «Шаян ТВ» вещающего на татарском языке[89].
- 16 ноября — Начало вещания на Украине нового телеканала о здоровом образе жизни «36,6 ТV»[90].
- 21 ноября — Переход регионального телеканала Республики Башкортостан «БСТ» на вещание в стандарте высокой чёткости (HD)[91].

### Декабрь
- 1 декабря
  - Ребрендинг российского эротического телеканала «Русская ночь» и начало его вещания в стандарте высокой чёткости (HD)[84].
  - Запуск первого в мире японского телеканала «NHK BS8K» вещающего в формате сверхвысокой чёткости (8К)[92].
- 5 декабря — Переход российских киносериальных телеканалов «Русский Иллюзион» и «Русский Иллюзион. Международная версия» на формат вещания 16:9[93].
- 10 декабря
  - Запуск холдингом ВГТРК нового российского телеканала «FAN», транслирующего аниме[94].
  - Смена логотипа и графического оформления российского познавательного телеканала «Усадьба»[95].
- 26 декабря
  - Переход российского познавательного телеканала «Ocean-TV» на вещание в стандарте высокой чёткости (HD)[96].
  - Запуск на всей территории России второго мультиплекса цифрового телевидения России[97].

## Несостоявшиеся события
- Запуск музыкального телеканала «Bridge TV Dream» (планировался к запуску в 2017 году, позже он был перенесён на 2018 год, но он так и не вышел в эфир)[98].